# Bajdewind
Bajdewind, też bejdewind, ćwierćwiatr (z niem. bei dem Wind – dosł. przy wietrze) – nazwa jednego z wiatrów pozornych. Bajdewind wieje z kierunków: pomiędzy wiatrem wiejącym prostopadle do burt jednostki (półwiatr), a wiatrem wiejącym od strony kąta martwego, czyli od strony dziobu jednostki. W zależności od wielkości kąta martwego danej jednostki przedział ten wynosi od ok. 30° do ok. 80°.

Wiatr bajdewind – na rysunku B

Jest to jednocześnie nazwa kursu względem wiatru, którym porusza się w tym momencie jednostka.